# Jan Heemskerk Bzn.
Jan Heemskerk Bzn. (Amsterdam, 16 februari 1811 – 's-Gravenhage, 17 december 1880) was een Nederlands politicus en Thorbeckiaans Tweede Kamerlid.
Heemskerk was een Amsterdams liberaal rechtsgeleerde en politicus. Hij was een medestander van Thorbecke en afgevaardigde voor de districten Amsterdam en Haarlem. Hij sprak in de Tweede Kamer weinig, maar was wel een ijverig lid bij de schriftelijke voorbereiding van wetsvoorstellen en regelmatig rapporteur. Hij stond bekend om zijn nauwgezette plichtsbetrachting en onkreukbaarheid. Hij was redacteur van literair tijdschrift De Gids. In 1850 werd hij eredoctor en lid van de Maatschappij der Nederlandse Letterkunde. In 1872 werd hij lid van de Raad van State, wat hij ruim acht jaar bleef.

## Tweede Kamer
| Periode |
| --- |
| 13-02-1849 t/m 19-08-1850 07-10-1850 t/m 25-04-1853 10-11-1853 t/m 17-09-1854 18-09-1854 t/m 19-09-1858 20-09-1858 t/m 14-09-1862 15-09-1862 t/m 18-09-1866 19-09-1866 t/m 30-09-1866 19-11-1866 t/m 02-01-1868 25-02-1868 t/m 19-09-1869 20-09-1869 t/m 28-09-1872 |